# Caecogobius cryptophthalmus
Caecogobius cryptophthalmus je paprskoploutvá ryba z čeledi hlaváčovití (Gobiidae).
Druh byl popsán roku 1991 Robertem Bertim a A. Ercolinim.

## Popis a výskyt
Jedná se o jeskynní rybu s absencí očí. Tělo je bílé bez pigmentace. Zdá se být velmi blízká k sladkovodní rybě Tamanka siitensis.
Byla nalezena v jeskynním systému Langun-Gobingob (Calbiga) na Filipínách.